# Gian Gualberto Archi
Gian Gualberto Archi (Faenza, 1908 – Faenza, 1997) è stato un giurista italiano.

## Biografia
Docente di diritto dal 1939 all'università di Pavia e quindi a Firenze, dove fu rettore dal 1961 al 1967, divenne celebre con varie opere di diritto romano come Il trasferimento della proprietà nella compravendita romana (1934), L'epitome Gai (1937) e Teodosio II e la sua codificazione (1976).